# カール・ルートヴィヒ・ハプスブルク＝ロートリンゲン
カール・ルートヴィヒ・ハプスブルク＝ロートリンゲン（ドイツ語: Carl Ludwig Habsburg-Lothringen, 1918年3月10日 - 2007年12月11日）は、ベルギー、カナダの実業家。オーストリア＝ハンガリー帝国の旧統治者家門ハプスブルク＝ロートリンゲン家の一員。最後のオーストリア皇帝・福者カール1世の四男。

## 生涯
皇帝カール1世とその妻でパルマ公ロベルト1世の娘であるツィタ皇后の間の第5子、四男として帝政崩壊の半年前に生まれ、誕生時には101発の祝砲が鳴らされた。
両親の亡命先のマデイラ島で幼少期を過ごし、1930年代には長兄で家長のオットーの援助でベルギーのルーヴェン・カトリック大学で学んでいる。1940年にナチス・ドイツ軍の侵攻に伴い、家族とともに北米へ避難し、母や未成年の弟妹たちと一緒にカナダのケベックに落ち着いた。この間、ラヴァル大学で学んだ。
1943年にアメリカ軍に入隊し、フランクリン・ルーズヴェルト大統領の命令で、中立国ポルトガルにおいてハンガリーと秘密裏に和平交渉を行ったが、失敗に終わった。1944年にはノルマンディー上陸作戦にも参加し、1947年には陸軍少佐に昇進した。その後、ベルギー企業のアメリカ支社に入社し、ニューヨークやワシントンで働いた。
1950年1月17日にベルギーのエノー州ブロイユで、リーニュ公ウジェーヌ2世の娘ヨランド（1923年 - ）と結婚し、間に4人の子供をもうけた。1958年に妻子とともにヨーロッパに戻り、ブリュッセルでソシエテ・ジェネラル・ド・ベルジック社に勤務した。のちに同社のカナダにおける子会社ジェンスター（Genstar）社を創設し、1986年に退職するまでジェンスター社の取締役を務めた。カール・ルートヴィヒはジェンスターに様々な部門を創設して会社規模を大きくし、退職するまでに同社の社員を2000人以上に増やした。
カール・ルートヴィヒはすぐ上の兄フェリックスとともに、1919年に制定されたハプスブルク法によってオーストリア共和国政府に没収されたハプスブルク家の資産の一部を返還するよう求めていた。この資産の一部とは、1935年から1936年にかけ、ハプスブルク家と共和国政府が一時的に和解した際にハプスブルク家側に弁済されたものであるが、1938年のアンシュルスに際してナチ党政府に没収され、それ以来ハプスブルク側に返還されていない。
長兄オットーと違い、カール・ルートヴィヒはオーストリア市民権の取得と引き換えに共和国政府の求める帝位請求権放棄とハプスブルク家の成員たる身分の放棄の宣言をしようとはしなかったため、オーストリア政府に入国を禁じられていた。しかし1996年3月26日に、オーストリア政府の譲歩により、帝位請求権放棄に言及しない形で共和国政府に忠誠を誓うことを兄フェリックスと一緒に宣言し、同年4月16日にオーストリア議会も彼ら兄弟に対するパスポートと入国許可証の付与を承認した。
2007年12月11日に死去し、翌2008年1月12日に皇帝一族の眠るウィーンのカプツィーナー納骨堂の、母ツィタ皇后の棺の傍に埋葬された。
- カール・ルートヴィヒの葬儀に動員されたオーストリア警察
- カール・ルートヴィヒの棺

## 子女
- ルドルフ・マリア・カール・オイゲン・アンナ・アントニウス・マルクス・ダヴィアノ（1950年 - ） - 1976年、ヴィランファーニュ・ド・ヴォジェルサンク女男爵エレーヌと結婚
- アレクサンドラ・マリア・アンナ・フィリッパ・オットーニア（1952年 - ） - 1984年、 Hector Riesleと結婚
- カール・クリスティアン・マリア・アンナ・ルドルフ・アントン・マルクス・ダヴィアノ（英語版）（1954年 - ） - 1982年、ルクセンブルク大公女マリー＝アストリッドと結婚
- マリア・コンスタンツァ・アンナ・ロザリオ・ローベルタ（1957年 - ） - 1994年、アウエルスペルク＝トラウトゾーン侯家家長フランツ・ヨーゼフと結婚